# Tour du Pays basque
Le Tour du Pays basque (nom officiel : Itzulia Basque Country, en espagnol : Vuelta Ciclista al País Vasco ou en basque : Euskal Herriko Itzulia) est une course cycliste à étapes se disputant dans la Communauté autonome du Pays basque, au début du mois d'avril. Les étapes sont particulièrement montagneuses du fait du relief escarpé du Pays basque sans pour autant comporter de grands cols.
Cette course est inscrite au calendrier UCI World Tour et fait partie de la Coupe d'Espagne depuis 2019.
Créée en 1924 sous le nom de « Circuit du nord », cette compétition cesse entre 1931 et 1968 (à l'exception de 1935), avant de reprendre en 1969.
À la fin des années 2000, la course fait face à des difficultés économiques. L'édition 2008 génère une perte de 500 000 euros pour son organisateur, le journal El Diario Vasco. Afin d'y remédier, le Tour du Pays basque fusionne en 2009 avec la Bicyclette basque, autre course en difficulté de la région. À l'initiative du gouvernement basque, qui finance les deux courses, une nouvelle structure, Organizaciones Deportivas Euskadi, est fondée, dans laquelle leurs comités d'organisation sont représentés. Cette fusion se traduit par la disparition de la Bicyclette basque, et par le déplacement du lieu d'arrivée du Tour du Pays basque de Vitoria à Arrate, jusqu'alors lieu d'arrivée de la Bicyclette basque,.
En 2019, Ion Izagirre devient le premier Basque à remporter le classement général de l'épreuve depuis Iban Mayo en 2003. L'édition 2020 est annulée en raison de la pandémie de Covid-19.

## Palmarès

### Podiums
| Année     | Vainqueur                                        | Deuxième                                         | Troisième                                        |
| --------- | ------------------------------------------------ | ------------------------------------------------ | ------------------------------------------------ |
| 1924      | Francis Pélissier                                | Henri Pélissier                                  | Charles Lacquehay                                |
| 1925      | Auguste Verdijck                                 | Joseph Pé                                        | Marcel Bidot                                     |
| 1926      | Nicolas Frantz                                   | Ottavio Bottecchia                               | Victor Fontan                                    |
| 1927      | Victor Fontan                                    | André Leducq                                     | Lucien Buysse                                    |
| 1928      | Maurice De Waele                                 | André Leducq                                     | Mariano Cañardo                                  |
| 1929      | Maurice De Waele                                 | Marcel Bidot                                     | Nicolas Frantz                                   |
| 1930      | Mariano Cañardo                                  | Antonin Magne                                    | Jean Aerts                                       |
| 1931-1934 | Non-disputé                                      | Non-disputé                                      | Non-disputé                                      |
| 1935      | Gino Bartali                                     | Dante Gianello                                   | Julián Berrendero                                |
| 1936-1968 | Non-disputé                                      | Non-disputé                                      | Non-disputé                                      |
| 1969      | Jacques Anquetil                                 | Francisco Gabica                                 | Mariano Díaz                                     |
| 1970      | Luis Pedro Santamarina                           | Jesús Aranzabal                                  | Andrés Gandarias                                 |
| 1971      | Luis Ocaña                                       | Raymond Poulidor                                 | Miguel María Lasa                                |
| 1972      | José Antonio González Linares                    | Jesús Manzaneque                                 | Jesús Esperanza                                  |
| 1973      | Luis Ocaña                                       | José Antonio González Linares                    | Domingo Perurena                                 |
| 1974      | Miguel María Lasa                                | Jesús Manzaneque                                 | Luis Ocaña                                       |
| 1975      | José Antonio González Linares                    | Jesús Manzaneque                                 | Agustín Tamames                                  |
| 1976      | Gianbattista Baronchelli                         | Javier Elorriaga                                 | Joaquim Agostinho                                |
| 1977      | José Antonio González Linares                    | Paul Wellens                                     | Jean-Pierre Baert                                |
| 1978      | José Antonio González Linares                    | Enrique Cima                                     | José Nazábal                                     |
| 1979      | Giovanni Battaglin                               | Vicente Belda                                    | Miguel María Lasa                                |
| 1980      | Alberto Fernández                                | Miguel María Lasa                                | Marino Lejarreta                                 |
| 1981      | Silvano Contini                                  | Mario Beccia                                     | Marino Lejarreta                                 |
| 1982      | José Luis Laguía                                 | Julián Gorospe                                   | Francesco Moser                                  |
| 1983      | Julián Gorospe                                   | Roberto Visentini                                | Marino Lejarreta                                 |
| 1984      | Sean Kelly                                       | Faustino Rupérez                                 | Marino Lejarreta                                 |
| 1985      | Pello Ruiz Cabestany                             | Greg LeMond                                      | Marino Lejarreta                                 |
| 1986      | Sean Kelly                                       | Maurizio Rossi                                   | Federico Echave                                  |
| 1987      | Sean Kelly                                       | Rolf Gölz                                        | Julián Gorospe                                   |
| 1988      | Erik Breukink                                    | Luc Suykerbuyk                                   | Julián Gorospe                                   |
| 1989      | Stephen Roche                                    | Federico Echave                                  | Jesús Blanco Villar                              |
| 1990      | Julián Gorospe                                   | Rolf Gölz                                        | Miguel Indurain                                  |
| 1991      | Claudio Chiappucci                               | Johan Bruyneel                                   | Piotr Ugrumov                                    |
| 1992      | Tony Rominger                                    | Raúl Alcalá                                      | Mikel Zarrabeitia                                |
| 1993      | Tony Rominger                                    | Rolf Sørensen                                    | Alex Zülle                                       |
| 1994      | Tony Rominger                                    | Evgueni Berzin                                   | Claudio Chiappucci                               |
| 1995      | Alex Zülle                                       | Laurent Jalabert                                 | Tony Rominger                                    |
| 1996      | Francesco Casagrande                             | Pascal Hervé                                     | Abraham Olano                                    |
| 1997      | Alex Zülle                                       | Laurent Jalabert                                 | Marco Pantani                                    |
| 1998      | Íñigo Cuesta                                     | Laurent Jalabert                                 | Alex Zülle                                       |
| 1999      | Laurent Jalabert                                 | Wladimir Belli                                   | Davide Rebellin                                  |
| 2000      | Andreas Klöden                                   | Danilo Di Luca                                   | Laurent Jalabert                                 |
| 2001      | Raimondas Rumšas                                 | José Alberto Martínez                            | Marcos Serrano                                   |
| 2002      | Aitor Osa                                        | David Etxebarria                                 | Gonzalo Bayarri                                  |
| 2003      | Iban Mayo                                        | Tyler Hamilton                                   | Samuel Sánchez                                   |
| 2004      | Denis Menchov                                    | Iban Mayo                                        | David Etxebarria                                 |
| 2005      | Danilo Di Luca                                   | Davide Rebellin                                  | Alberto Contador                                 |
| 2006      | José Ángel Gómez Marchante                       | Alejandro Valverde                               | Antonio Colom                                    |
| 2007      | Juan José Cobo                                   | Ángel Vicioso                                    | Samuel Sánchez                                   |
| 2008      | Alberto Contador                                 | Cadel Evans                                      | Thomas Dekker                                    |
| 2009      | Alberto Contador                                 | Samuel Sánchez                                   | Cadel Evans                                      |
| 2010      | Christopher Horner                               | Beñat Intxausti                                  | Joaquim Rodríguez                                |
| 2011      | Andreas Klöden                                   | Christopher Horner                               | Robert Gesink                                    |
| 2012      | Samuel Sánchez                                   | Joaquim Rodríguez                                | Bauke Mollema                                    |
| 2013      | Nairo Quintana                                   | Richie Porte                                     | Sergio Henao                                     |
| 2014      | Alberto Contador                                 | Michał Kwiatkowski                               | Jean-Christophe Péraud                           |
| 2015      | Joaquim Rodríguez                                | Sergio Henao                                     | Ion Izagirre                                     |
| 2016      | Alberto Contador                                 | Sergio Henao                                     | Nairo Quintana                                   |
| 2017      | Alejandro Valverde                               | Alberto Contador                                 | Ion Izagirre                                     |
| 2018      | Primož Roglič                                    | Mikel Landa                                      | Ion Izagirre                                     |
| 2019      | Ion Izagirre                                     | Dan Martin                                       | Emanuel Buchmann                                 |
| 2020      | Non-disputé en raison de la pandémie de Covid-19 | Non-disputé en raison de la pandémie de Covid-19 | Non-disputé en raison de la pandémie de Covid-19 |
| 2021      | Primož Roglič                                    | Jonas Vingegaard                                 | Tadej Pogačar                                    |
| 2022      | Daniel Martínez                                  | Ion Izagirre                                     | Aleksandr Vlasov                                 |
| 2023      | Jonas Vingegaard                                 | Mikel Landa                                      | Ion Izagirre                                     |
| 2024      | Juan Ayuso                                       | Carlos Rodríguez                                 | Mattias Skjelmose                                |
| 2025      | João Almeida                                     | Enric Mas                                        | Maximilian Schachmann                            |

### Classements annexes
| Année     | Grand Prix de la montagne | Classement par points  | Classement par équipes   | Meilleur espagnol           |
| 1924      | -                         | -                      | -                        | Teodoro Monteys             |
| 1925      | -                         | -                      | -                        | Ricardo Montero             |
| 1926      | -                         | -                      | -                        | Miguel Mucio                |
| 1927      | -                         | -                      | -                        | Ricardo Montero (2)         |
| 1928      | -                         | -                      | -                        | Mariano Cañardo             |
| 1929      | -                         | -                      | -                        | Mariano Cañardo (2)         |
| 1930      | -                         | -                      | -                        | Mariano Cañardo (3)         |
| 1931-1934 | Pas de course             | Pas de course          | Pas de course            | Pas de course               |
| 1935      | Federico Ezquerra         | -                      | -                        | -                           |
| 1936-1968 | Pas de course             | Pas de course          | Pas de course            | Pas de course               |
| Année     | Grand Prix de la montagne | Classement par points  | Classement par équipes   | Metas volantes              |
| 1969      | Raymond Poulidor          | Domingo Perurena       | Fagor                    | Mariano Díaz Díaz           |
| 1970      | Domingo Perurena          | Domingo Perurena (2)   | Werner                   | Vicente López Carril        |
| 1971      | Ventura Díaz              | Cyrille Guimard        | Bic                      | Eddy Peelman                |
| 1972      | José Manuel Fuente        | José González Linares  | Kas                      | -                           |
| 1973      | Pedro Torres              | Domingo Perurena (3)   | Kas (2)                  | -                           |
| 1974      | José Luis Abilleira       | Domingo Perurena (4)   | Kas (3)                  | -                           |
| 1975      | Andrés Oliva              | Miguel María Lasa      | Super Ser                | -                           |
| 1976      | José Nazabal              | Javier Elorriaga       | Scic                     | -                           |
| 1977      | Miguel María Lasa         | Miguel María Lasa (2)  | Kas (4)                  | René Wuyckens               |
| 1978      | Ismael Lejarreta          | José Luis Viejo        | Kas (5)                  | Jaime Albisu                |
| 1979      | José Luis Mayoz           | Miguel María Lasa (3)  | Transmallorca            | Juan Fernández              |
| 1980      | Juan Fernández            | Miguel María Lasa (4)  | Teka                     | Bruno Leali                 |
| 1981      | Mario Beccia              | Silvano Contini        | Teka                     | Luciano Rabottini           |
| 1982      | José Luis Laguía          | Francesco Moser        | Kelme                    | Fiorenzo Favero             |
| 1983      | Felipe Yáñez              | Juan Fernández         | Reynolds                 | Modesto Urrutibeazkoa       |
| 1984      | Julián Gorospe            | Sean Kelly             | Skil-Reydel              | Modesto Urrutibeazkoa       |
| 1985      | Iñaki Gastón              | Sean Kelly (2)         | MG Orbea                 | Roberto Gaggioli            |
| 1986      | Iñaki Gastón (2)          | Sean Kelly (3)         | Teka                     | Sabino Angoitia             |
| 1987      | Sean Kelly                | Sean Kelly (4)         | Kas (6)                  | Antonio Provencio           |
| 1988      | Álvaro Pino               | Sean Kelly (5)         | Reynolds (2)             | Alberto Leanizbarrutia      |
| 1989      | Juan Tomás Martínez       | Federico Echave        | BH                       | Tom Cordes                  |
| 1990      | Enrique Alonso            | Peio Ruiz Cabestany    | Buckler                  | Roberto Torres              |
| 1991      | José Luis Laguía          | Ad Wijnands            | Seur                     | Fernando Carvalho           |
| 1992      | Julio César Cadena        | Tony Rominger          | CLAS-Cajastur            | Nate Reiss                  |
| 1993      | Claudio Chiappucci        | Tony Rominger (2)      | CLAS-Cajastur (2)        | Abraham Olano               |
| 1994      | Claudio Chiappucci (2)    | Laurent Jalabert       | Mapei-CLAS               | Alberto Leanizbarrutia      |
| 1995      | Alfredo Irusta            | Laurent Jalabert (2)   | Mapei-GB (2)             |                             |
| 1996      | Francesco Frattini        | Abraham Olano          | Mapei-GB (2)             | Álvaro González de Galdeano |
| 1997      | Ginés Salmerón            | Laurent Jalabert (3)   | ONCE                     | Andrei Zintchenko           |
| 1998      |                           |                        |                          |                             |
| 1999      | Koos Moerenhout           | Laurent Jalabert (4)   | ONCE (2)                 |                             |
| 2000      | Alberto López de Munain   | Laurent Jalabert (5)   |                          | Aitor Silloniz              |
| 2001      | Pavel Tonkov              | Michael Boogerd        | Fassa Bortolo            | Tomáš Konečný               |
| 2002      | Rafael Casero             | David Etxebarria       | Mapei-Quick Step (3)     | Pietro Caucchioli           |
| 2003      | Marco Pinotti             | Alejandro Valverde     | Euskaltel-Euskadi        | Carlos Torrent              |
| 2004      | Jens Voigt                | Alejandro Valverde (2) | Euskaltel-Euskadi (2)    | Jens Voigt                  |
| 2005      | David Latasa              | Danilo Di Luca         | Liberty Seguros-Würth    | Iban Mayoz                  |
| 2006      | Hubert Dupont             | Alejandro Valverde (3) | Saunier Duval-Prodir     | Pierrick Fédrigo            |
| 2007      | Aitor Hernández           | Juan José Cobo         | Saunier Duval-Prodir (2) | Iker Flores                 |
| 2008      | Egoi Martínez             | Damiano Cunego         | Rabobank                 | Iban Mayoz                  |
| 2009      | Rein Taaramae             | Samuel Sánchez         | Caisse d'Épargne         | Egoi Martínez               |
| 2010      | Gonzalo Rabuñal           | Samuel Sánchez (2)     | HTC-Columbia             | Christian Meier             |
| 2011      | Michael Albasini          | Andreas Klöden         | Movistar (2)             | Bram Tankink                |
| 2012      | Mads Christensen          | Samuel Sánchez (3)     | Katusha                  | Marco Pinotti               |
| 2013      | Amets Txurruka            | Sergio Henao           | Movistar (3)             | Amets Txurruka              |
| 2014      | Davide Villella           | Alejandro Valverde (4) | BMC Racing               | Omar Fraile                 |
| 2015      | Omar Fraile               | Joaquim Rodríguez      | Katusha (2)              | Louis Vervaeke              |
| 2016      | Diego Rosa                | Sergio Henao (2)       | Sky                      | Nicolas Edet                |
| 2017      | Alex Howes                | Alejandro Valverde (5) | Bahrain-Merida           | Lluís Mas                   |
| Année     | Grand Prix de la montagne | Classement par points  | Classement par équipes   | Meilleur jeune              |
| 2018      | Carlos Verona             | Primož Roglič          | Movistar Team (4)        | Enric Mas                   |
| 2019      | Adam Yates                | Maximilian Schachmann  | Bora-Hansgrohe           | Tadej Pogačar               |
| 2020      | Pas de course             | Pas de course          | Pas de course            | Pas de course               |
| 2021      | Primož Roglič             | Primož Roglič (2)      | Jumbo-Visma              | Jonas Vingegaard            |
| 2022      | Cristian Rodríguez        | Daniel Martínez        | Ineos Grenadiers         | Remco Evenepoel             |
| 2023      | Jon Barrenetxea           | Jonas Vingegaard       | Soudal Quick-Step        | Brandon McNulty             |
| 2024      | Sepp Kuss                 | Alex Aranburu          | UAE Emirates             | Juan Ayuso                  |
| 2025      | João Almeida              | Bruno Armirail         | Soudal Quick-Step        | Isaac Del Toro              |

## Statistiques et records
| #  | Coureurs                      | Victoires | Deuxième | Troisième | Total |
| -- | ----------------------------- | --------- | -------- | --------- | ----- |
| 1  | Alberto Contador              | 4         | 1        | 1         | 6     |
| 2  | José Antonio González Linares | 4         | 1        | 0         | 5     |
| 3  | Tony Rominger                 | 3         | 0        | 1         | 4     |
| 4  | Sean Kelly                    | 3         | 0        | 0         | 3     |
| 5  | Julián Gorospe                | 2         | 1        | 2         | 5     |
| 6  | Alex Zülle                    | 2         | 0        | 2         | 4     |
| 7  | Luis Ocaña                    | 2         | 0        | 1         | 3     |
| 8  | Maurice De Waele              | 2         | 0        | 0         | 2     |
| 8  | Andreas Klöden                | 2         | 0        | 0         | 2     |
| 8  | Primož Roglič                 | 2         | 0        | 0         | 2     |
| 11 | Laurent Jalabert              | 1         | 3        | 1         | 5     |

| #  | Pays       | Victoires | Deuxième | Troisième | Total |
| -- | ---------- | --------- | -------- | --------- | ----- |
| 1  | Espagne    | 28        | 26       | 34        | 88    |
| 2  | Italie     | 7         | 7        | 4         | 18    |
| 3  | Suisse     | 5         | 0        | 3         | 8     |
| 4  | France     | 4         | 11       | 5         | 20    |
| 5  | Irlande    | 4         | 1        | 0         | 5     |
| 6  | Belgique   | 3         | 3        | 3         | 9     |
| 7  | Colombie   | 2         | 2        | 2         | 6     |
| 7  | Allemagne  | 2         | 2        | 2         | 6     |
| 9  | Slovénie   | 2         | 0        | 1         | 3     |
| 10 | États-Unis | 1         | 3        | 0         | 4     |
| 11 | Pays-Bas   | 1         | 1        | 3         | 5     |
| 12 | Russie     | 1         | 1        | 1         | 3     |
| 13 | Danemark   | 1         | 1        | 1         | 3     |
| 14 | Luxembourg | 1         | 0        | 1         | 2     |
| 15 | Lituanie   | 1         | 0        | 0         | 1     |
| 15 | Portugal   | 1         | 0        | 0         | 1     |

### Victoires d'étapes
| #  | Coureurs                      | Victoires |
| -- | ----------------------------- | --------- |
| 1  | Sean Kelly                    | 11        |
| 1  | Domingo Perurena              | 11        |
| 3  | Laurent Jalabert              | 9         |
| 4  | Tony Rominger                 | 8         |
| 4  | Samuel Sánchez                | 8         |
| 6  | Alberto Contador              | 7         |
| 7  | Miguel María Lasa             | 6         |
| 7  | Joaquim Rodríguez             | 6         |
| 7  | Primož Roglič                 | 6         |
| 7  | Alejandro Valverde            | 6         |
| 10 | José Antonio González Linares | 5         |
| 10 | Stefano Zanini                | 5         |